# Hemonia peristerodes
Hemonia peristerodes là một loài bướm đêm thuộc phân họ Arctiinae, họ Erebidae.